# Victor Angerer
Victor (ou Viktor) Angerer, né le 3 octobre 1839 à Malacky et mort le 10 avril 1894 à Vienne, est un photographe austro-hongrois de langue allemande. Il est connu pour ses portraits de la famille impériale ou de la famille de Saxe-Cobourg et Gotha.

## Biographie
Victor Angerer naît le 3 octobre 1839 à Malacky (actuelle Slovaquie) dans une famille germanophone (ses frères sont August Angerer et Ludwig Angerer). Il effectue des études pour devenir ingénieur militaire, puis quitte l'armée.
Il possède brièvement un atelier de photographie à Bad Ischl, puis devient photographe à Vienne en 1862 et rejoint l'atelier de son frère Ludwig (qui est renommé L & V Angerer). Ludwig lui lègue l'atelier, qui fermera en 1914 .
Il travaille principalement comme portraitiste, ses clients étant des membres de la haute aristocratie viennoise (il aurait été le photographe officiel de la famille impériale). Il réalise aussi des vues de Vienne, des photographies de monuments et d'œuvres d'art. À partir de 1879, il se consacre à des photographies des costumes traditionnels féminins de tout l'empire, montrant ainsi sa diversité ethnique. Certaines de ses photos sont présentées lors d'une exposition organisée par la société française de photographie .

## Photographies
- Recueil. Œuvre de Victor Angerer. Photos-cartes de visite
- Recueil. Photographies positives. Œuvre de Victor Angerer
- Archiduchesse Marie-Valérie d'Autriche[2]
- Louis Roget[3]
- Emil Ernst August Tietze (1883)
- Bernhard von Wüllerstorf-Urbair (1883)
- Vinzenz Haardt von Hartenthurn (1886)
- Auguste de Saxe-Cobourg-Gotha et sa famille (1900)
- 12 phot., dont 2 rehaussées de couleurs, de costumes féminins de l'empire austro-hongrois (1930)[4]

## Galerie

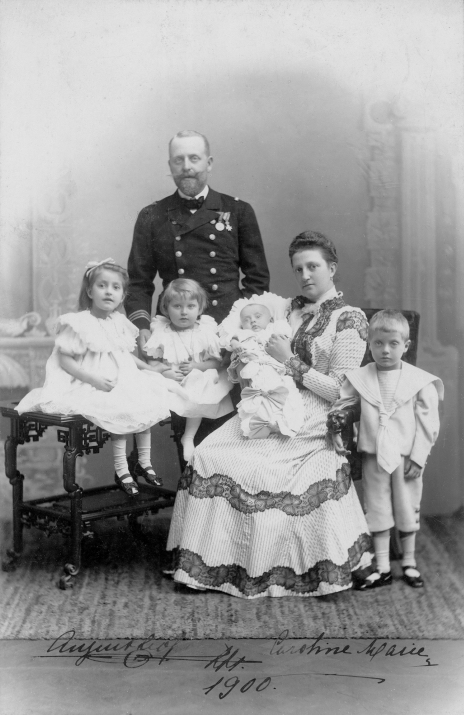
Auguste de Saxe-Cobourg-Gotha et sa famille.
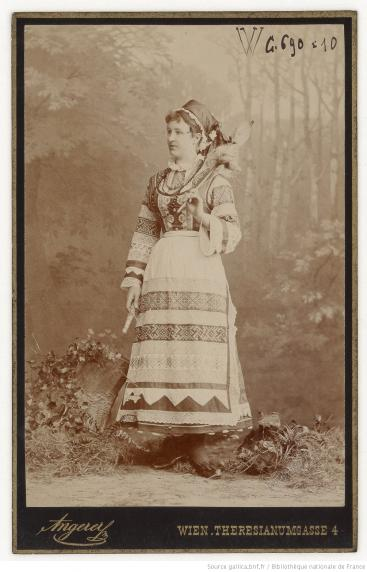
Femme en costume traditionnel croate.
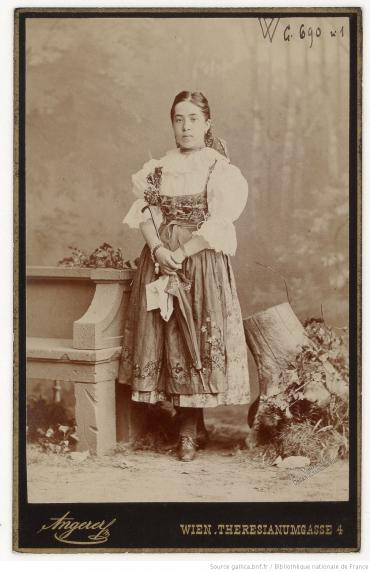
Femme en costume traditionnel bohémien.
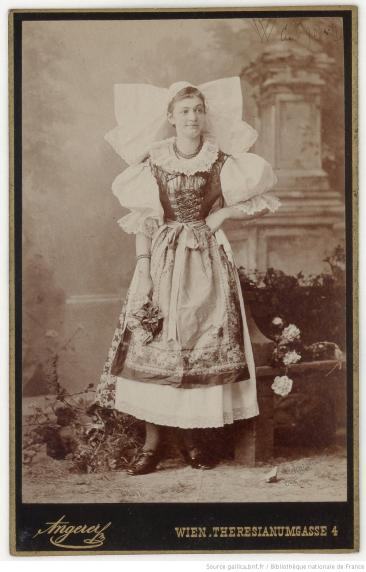
Femme en costume traditionnel transylvanien.
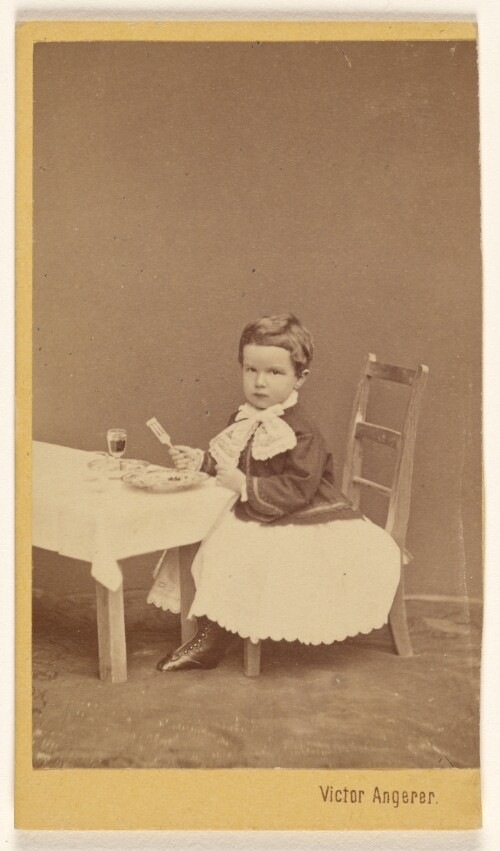
Archiduchesse Marie-Valérie d'Autriche.